# 野沢豊
野沢 豊（野澤 豊、のざわ ゆたか、1922年7月24日 - 2010年10月26日）は、日本の中国史学者。

## 略歴
静岡県駿東郡原町（現沼津市原）生まれ。1938年沼津市東京電灯沼津支店臨時雇員、1939年上京、1941年私立巣鴨商業学校夜間部3年次に編入、1943年東京高等師範学校文科第五部（国語科）に入学。1945年特別甲種幹部候補生（迫撃砲科）として習志野ガス学校に入隊、8月除隊。1946年東京文理科大学東洋史学専攻に入学。1949年卒業、副手となる。1952年東京教育大学文学部東洋史学科助手、同専任講師、1969年中央大学商学部専任講師、1975年旧・東京都立大学教授。1986年退職。1987年駿河台大学法学部教授。1996年退職。
1952年～1954年現代中国学会（現、日本現代中国学会）初代事務局長。文化大革命中は文革に批判的立場をとった。1981年8月　個人雑誌『近きに在りてーー近現代中国をめぐる討論のひろば』を汲古書院から創刊。1991年、中国の華中師範大学より名誉教授。

## 著書
- 『孫文 革命いまだ成らず』誠文堂新光社 (歴史の人間像)1962
- 『孫文と中国革命』1966 岩波新書
- 『辛亥革命』1972 (岩波新書)

### 共編著
- 『現代中国と孫文思想』安藤彦太郎,岩村三千夫共編 講談社 1967
- 『中国国民革命史の研究』編 青木書店 (歴史学研究叢書)1974
- 『日本ファシズムと東アジア 現代史シンポジウム』藤原彰共編 青木書店 1977
- 『中国の幣制改革と国際関係』編 東京大学出版会 1981
- 『日本の中華民国史研究』編 汲古書院 1995